# Rio Negro (rivier)
De Negro of Guainía (Spaans: Río Guainía. Portugees: Rio Negro, vertaald: zwarte rivier) is de belangrijkste zijrivier aan de noordzijde van de Amazone.
Het is de langste zwartwaterrivier ter wereld en staat op de tweede plaats voor wat betreft het debiet, na de Amazone. De Rio Negro ontleent haar naam aan de blauwzwarte kleur van het water, veroorzaakt door de ontbinding van organisch materiaal.
De rivier heeft een lage  zuurgraad. Dit heeft tot gevolg dat er maar weinig muskieten zijn, en er daardoor weinig malaria voorkomt, maar ook dat de visvangst maar beperkt kan worden beoefend.
In de Rio Negro stromen talloze zijrivieren uit. De belangrijkste zijn de Casiquiare, de Vaupés, de Rio Branco, de Inçana en de Unini. Via een bifurcatie tapt de Casiquiare een deel van het water van de Orinoco af. De Orinoco komt uit op de Caraïbische Zee, maar een deel van het water van de Orinoco vloeit via de Casiquiare, Rio Negro en Amazone naar de Atlantische Oceaan.
De samenvloeiing van de Rio Negro met de Amazone staat bekend als de Encontro das Águas (ontmoeting van de wateren): de bruingeel gekleurde wateren van de Solimões (= bovenloop van Amazone) en het zwarte water van de Rio Negro stromen kilometers naast elkaar zonder te mengen. In de samenvloeiing met de Amazone liggen in de rivier een wirwar van eilanden.

## Galerij

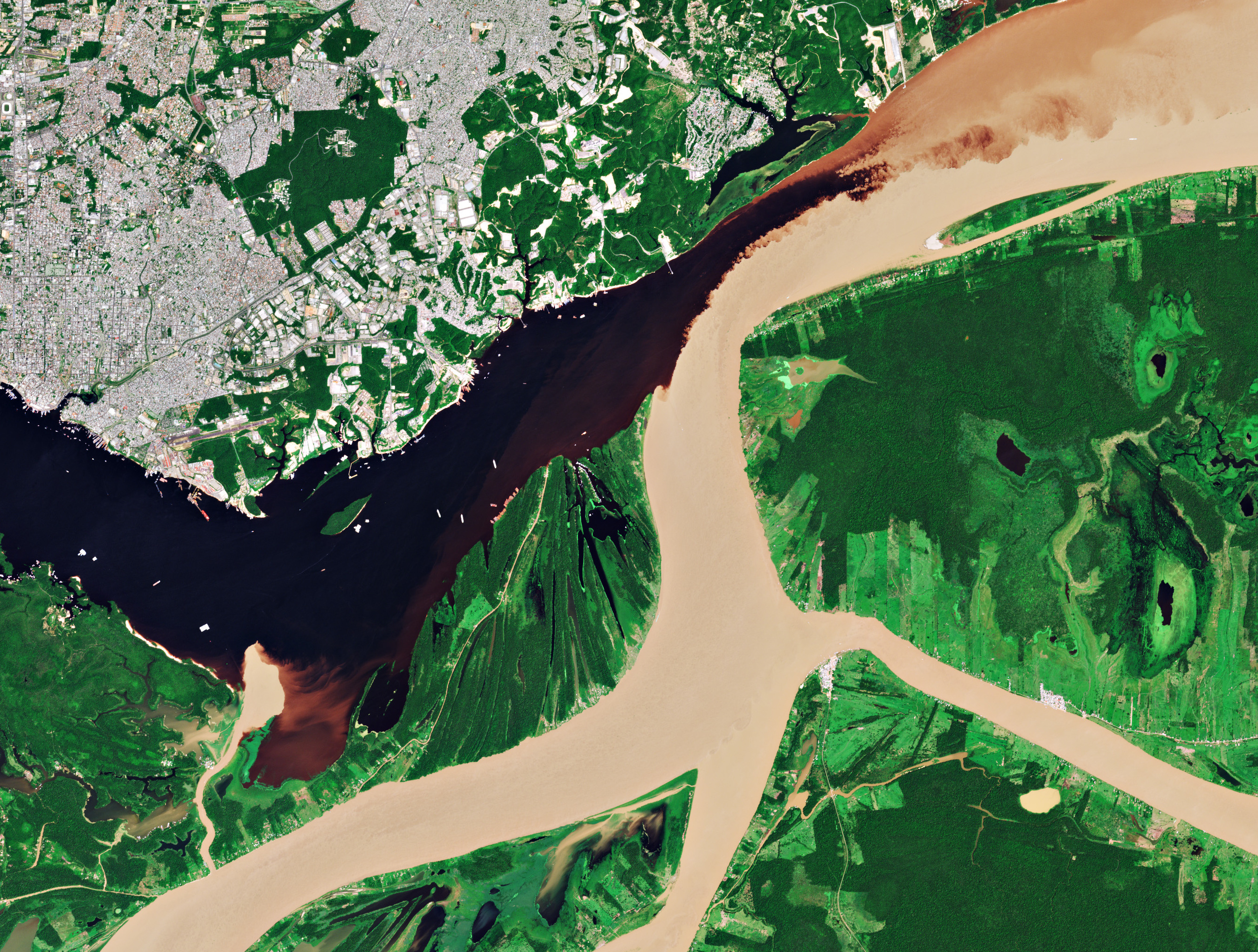
Satellietbeeld van de samenvloeiing Encontro das Águas
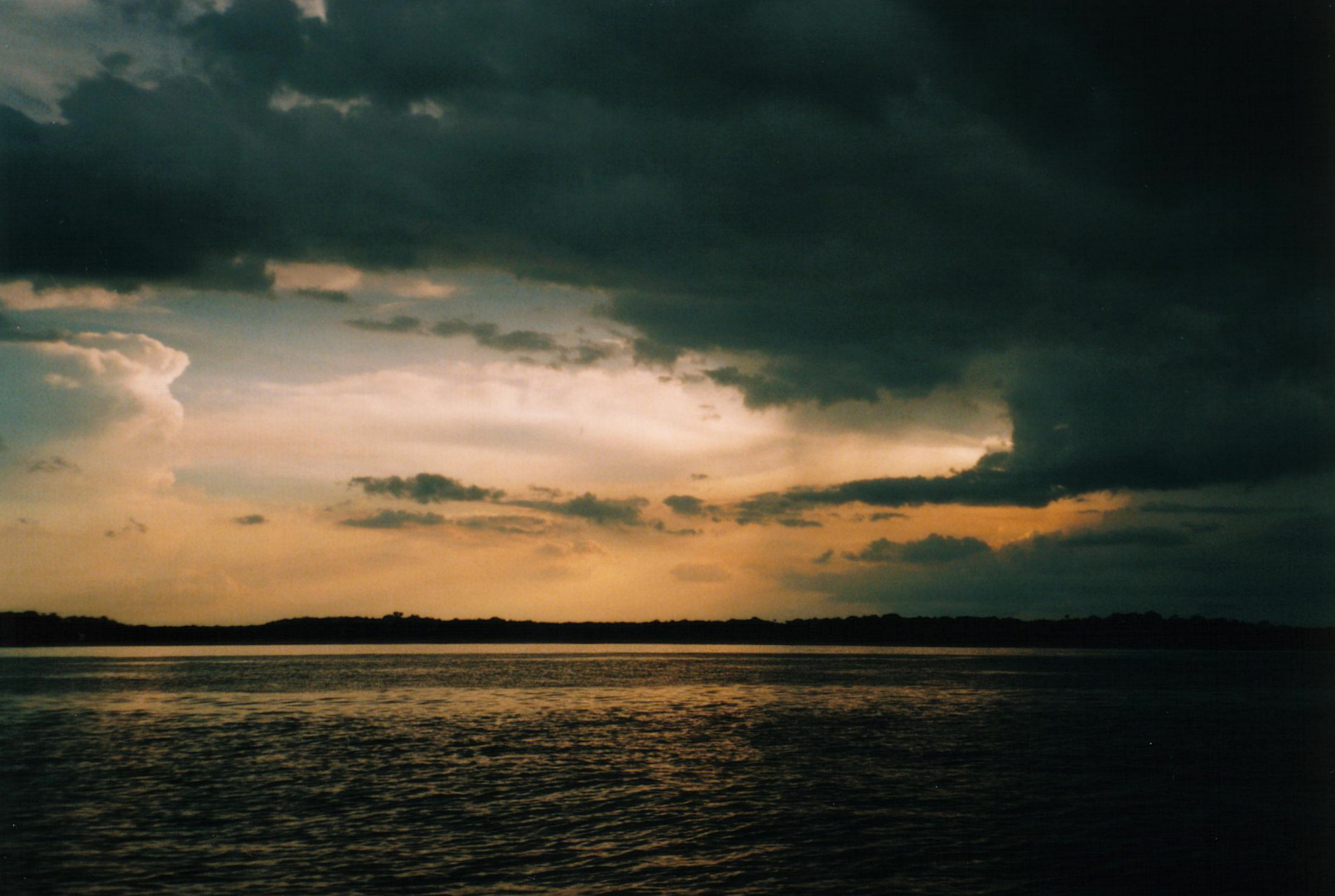
Rio Negro niet ver van Manaus
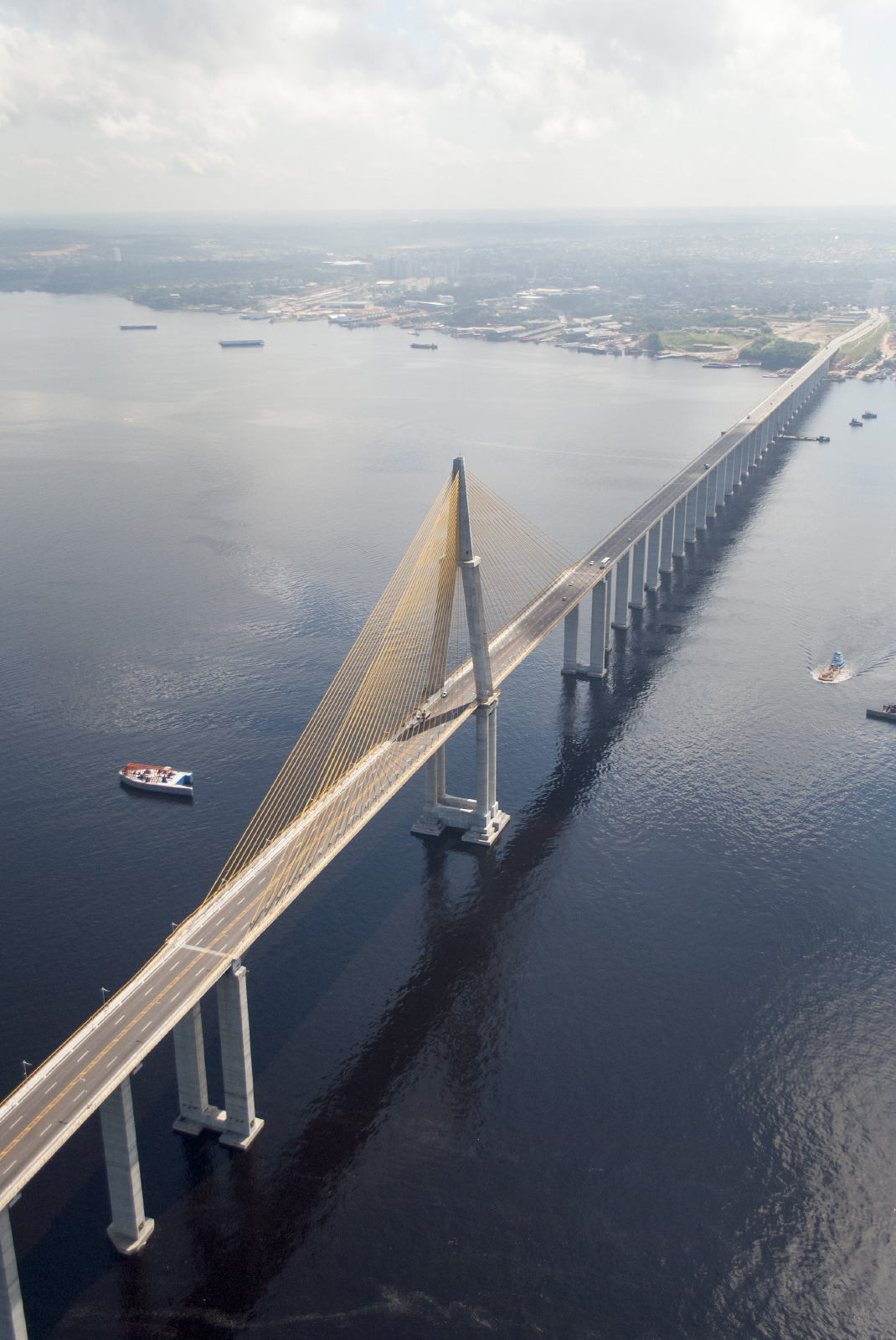
De brug Ponte Rio Negro